# Tegumi
Tegumi (手組?) o Mutō (無刀?) es una forma tradicional de lucha de Okinawa.
Según el maestro Shōshin Nagamine del estilo matsubayashi Shorin Ryu de karate, en su obra: "Cuentos de los Grandes Maestros de Okinawa", no hay documentos históricos precisos que rodeen los orígenes de las técnicas de agarre en Okinawa. Parece que la lucha  tegumi  evolucionó a partir de una forma primitiva de defensa personal, que se adaptaba y mejoraba constantemente a medida que se exponía a influencias externas.
Algunos creen, incluido Nagamine, que el  tegumi  fue probablemente la forma original de lucha cuerpo a cuerpo de Okinawa, que se mejoró con las técnicas de golpeo con los puños del Te, junto con los golpes de mano abierta y patadas importadas del kung fu de China, convirtiéndose en el progenitor del  To-de, que es la base del karate moderno.
Conocido como  tegumi  en Naha, y  mutō  en  las ciudades de Tomari y  Shuri, la lucha de Okinawa siguió siendo una tradición cultural popular hasta el Periodo Taishō (1912 - 1925). Hay poca evidencia de cómo evolucionó el  tegumi, pero el resultado de la lucha se decidía por medio de luxaciones, estrangulación o por sumisión. Hoy en día, la lucha  tegumi  tiene un conjunto estricto de reglas y todavía se practica ampliamente.
El folclore de Okinawa está lleno de referencias al tegumi  y se cree que la versión del sumo proveniente de las islas Okinawenses puede encontrar sus raíces en este estilo de lucha rural del pasado.